# Frederick Septimus Kelly
Frederick Septimus Kelly (Sydney, 29 de maio de 1881 – Beaucourt-sur-l'Ancre, França, 13 de novembro de 1916) foi um remador olímpico e compositor australiano e britânico. Competiu nos Jogos Olímpicos de Verão de 1908, onde ganhou uma medalha de ouro. Morreu em combate na Batalha do Somme, na Primeira Guerra Mundial.

## Biografia
Kelly nasceu em Sydney, o sétimo filho (quarto rapaz) de Thomas Herbert Kelly, comerciante de lãs de origem irlandesa, e da australiana Mary Anne. Kelly estudou em Sydney, e depois foi enviado para Inglaterra, para o Eton College, onde começou a destacar-se na prática desportiva de remo. Uma bolsa de estudo permitiu-lhe ir para o Balliol College da Universidade de Oxford.
Disputou a regata Oxford-Cambridge de 1903, que perderia. Ao deixar Oxford em 1903 passou a remar pelo Leander Club e foi membro da tripulação que ganhou a Grand Challenge Cup da Henley Royal Regatta nos anos de 1903, 1904 e 1905, e a Stewards Challenge Cup de 1906. Em 1905 também ganhou a Diamond Sculls.
Em 1908 disputou os Jogos Olímpicos de Londres, onde venceria a medalha de ouro na prova de oito com timoneiro do programa de remo.
Ao acabar os estudos em Oxford começou os de piano no Conservatório Hoch de Frankfurt sob a direção de Iwan Knorr. Uma vez finalizados regressou a Londres, onde foi assessor da Classical Concert Society e fez valer a sua influência em favor do reconhecimento dos compositores modernos. Em 1911 visitaria Sydney, deu alguns concertos, e em 1912 participou em concertos de música de câmara em Londres. Trabalhou com Pau Casals, e ajudou a organizar um concerto em Londres de Maurice Ravel.
Com a eclosão da Primeira Guerra Mundial em 1914, Kelly foi destinado à Royal Naval Reserve juntamente com os seus amigos Rupert Brooke e William Denis Browne. Kelly foi ferido duas vezes em Gallipoli e foi condecorado com a Cruz de Serviços Distintos. Obteve o posto de tenente-comandante. Posteriormente participou na Batalha do Somme, onde morreu, na localidade de Beaucourt-sur-l'Ancre, vítima de uma metralhadora alemã nos derradeiros dias do confronto. Foi enterrado no cemitério britânico de Martinsart.

## Composições
- Duas Canções, Op. 1 (1902)
- Aghadoe, uma balada irlandesa para contralto e orquestra (editada por Richard Divall)
- Valsa-Concurso, Op. 2, para piano; arranjos para dois pianos (1905, rev. 1911)
- Allegro de concert, Op. 3, para piano (1907)
- Um Ciclo de Letras, Op. 4, para piano (1908)
- Tema, Variações e Fuga, Op. 5, para dois pianos (1907–11)
- Seis Canções, Op. 6 (1910–13)
- Serenata em mi menor, Op. 7, para flauta com acompanhamento de harpa, trompa e orquestra de cordas (1911). (Isso foi gravado por Rebecca Hall com a Orquestra Filarmônica de Malta dirigida por Michael Laus para Cameo Classics em 2011). Editado por Richard Divall 2014
- Trio de cordas em si menor (1913-14). Editado por Richard Divall
- Trio de piano para violino, violoncelo e piano em B flat. Editado por Richard Divall
- Peça para trompa, violino, viola e pianoforte. Editado por Richard Divall
- Movimento para trompa inglesa e piano. Editado por Richard Divall
- Dois Prelúdios para órgão (1914) Publicado pela Marshall-Hall Trust. Editado por Bruce Steele
- Elegia, In Memoriam Rupert Brooke para harpa e cordas (1915) Publicado pela Marshall-Hall Trust. Editado por Richard Divall que fez uma redução da obra para Quinteto de Cordas (2 violinos, viola e 2 violoncelos).
- Sonata para violino em sol maior "Gallipoli" (1915) Editada por Richard Divall e Christopher Latham
- Sonata para violino em ré menor, inacabada. Editado por Richard Divall
- Sonata para piano em fá menor, inacabada (1916). Publicado por Marshall-Hall Trust. Editado por Richard Divall e Bruce Steele 2005
- 12 Estudos, Op. 9, para piano (1915). Publicado por Marshall-Hall Trust. Editado por Richard Divall e Bruce Steele 2005
- 24 Monografias, Op. 11, para piano (1915). Publicado por Marshall-Hall Trust. Editado por Richard Divall e Bruce Steele 2005
- Intermezzo para Orquestra 1906. Editado por Richard Divall
- Cinco músicas inéditas. Editado por Richard Divall